# F.C. Como Women 2024-2025
Questa voce raccoglie le informazioni riguardanti l'F.C. Como Women nelle competizioni ufficiali della stagione 2024-2025.

## Stagione
Quella del 2024-25 è stata la terza stagione consecutiva del Como in Serie A femminile. Dopo che nella seconda parte della precedente stagione la maggioranza della società era stata acquistata dal gruppo statunitense Mercury/13, è stata annunciata la nomina di Elena Mirandola come amministratore delegato e Mauro Ferrara come direttore operativo. Inoltre, è stato annunciato il nuovo stemma societario e il cambio di colori sociali, passando al bianco e al nero. La guida tecnica della squadra è stata affidata a Stefano Sottili, al suo primo incarico nel calcio femminile dopo diversi anni alla guida di squadre maschile professionistiche.
La stagione regolare della Serie A ha visto la squadra occupare la quinta posizione in classifica dalla nona alla sedicesima giornata, grazie soprattutto ad una serie di quattro vittorie consecutive. Quattro sconfitte di fila in conclusione del girone di ritorno hanno portato il Como al sesto posto, accedendo così alla poule salvezza. La squadra ha poi raggiunto agevolmente la salvezza, grazie anche al consistente vantaggio sulle ultime due in classifica, concludendo in settima posizione, con 35 punti conquistati, frutto di 11 vittorie, 2 pareggi e 13 sconfitte. Una delle protagoniste della stagione comasca è stata l'attaccante Nadine Nischler: arrivata dopo una stagione da protagonista al Meran in Serie C, è stata decisiva con le sue reti sin dalla prima giornata, raggiungendo anche la testa della classifica marcatrici e ricevendo la sua prima convocazione nella nazionale italiana. Altra protagonista di stagione è stata la giovane slovena Zara Kramžar, in prestito dalla Roma, grazie alle reti e agli assist realizzati. L'ultima giornata di campionato è stata anche l'ultima partita di Alia Guagni prima del suo ritiro dalle competizioni agonistiche dopo una carriera lunga più di vent'anni.
In Coppa Italia la squadra è entrata nel tabellone agli ottavi di finale, venendo subito eliminata dopo aver perso 7-2 contro la Lazio.

## Divise e sponsor
Il nuovo sponsor tecnico è Nike e le divise della squadra sono state rinnovate rispetto alle precedenti stagioni, abbandonando i colori blu e oro per passare al bianco bordato di nero.
| Casa | Trasferta | 3ª divisa |

## Organigramma societario
Area direttiva
- Presidente: Stefano Verga
- Amministratore delegato: Elena Mirandola
- Direttore operativo: Mauro Ferrara
- Direttore generale: Miro Keci

Area tecnica
- Allenatore: Stefano Sottili
- Allenatrice in seconda: Rosa Lappi-Seppälä

## Rosa
Rosa e numeri come da sito ufficiale.
| N. |                       | Ruolo | Calciatrice              |
| -- | --------------------- | ----- | ------------------------ |
| 1  | Italia (bandiera)     | P     | Katja Schroffenegger     |
| 2  | Danimarca (bandiera)  | C     | Agnete Marcussen         |
| 3  | Italia (bandiera)     | D     | Alia Guagni              |
| 4  | Norvegia (bandiera)   | D     | Lena Soleng Hansen       |
| 4  | Italia (bandiera)     | D     | Giorgia Spinelli         |
| 6  | Norvegia (bandiera)   | C     | Mina Schaathun Bergersen |
| 7  | Italia (bandiera)     | C     | Nadine Nischler          |
| 8  | Slovacchia (bandiera) | C     | Dominika Škorvánková     |
| 9  | Spagna (bandiera)     | A     | Elisa del Estal          |
| 10 | Filippine (bandiera)  | A     | Sarina Bolden            |
| 11 | Slovenia (bandiera)   | A     | Dominika Čonč            |
| 12 | Italia (bandiera)     | P     | Roberta Aprile           |
| 13 | Italia (bandiera)     | C     | Ambra Liva               |
| 14 | Italia (bandiera)     | D     | Chiara Cecotti           |
| 15 | Italia (bandiera)     | D     | Chiara Bianchi           |
| 16 | Svezia (bandiera)     | C     | Julia Karlernäs          |
| 17 | Norvegia (bandiera)   | D     | Tuva Sagen               |

| N. |                        | Ruolo | Calciatrice              |
| -- | ---------------------- | ----- | ------------------------ |
| 18 | Albania (bandiera)     | C     | Alma Hilaj               |
| 19 | Finlandia (bandiera)   | A     | Adelina Engman           |
| 20 | Lituania (bandiera)    | C     | Liucija Vaitukaitytė     |
| 21 | Italia (bandiera)      | C     | Miriam Picchi            |
| 22 | Italia (bandiera)      | P     | Astrid Gilardi           |
| 23 | Italia (bandiera)      | A     | Ginevra D'Agostino       |
| 24 | Italia (bandiera)      | D     | Giulia Rizzon (capitano) |
| 25 | Italia (bandiera)      | D     | Celeste Marchiori        |
| 26 | Italia (bandiera)      | A     | Andrea Gaia Colombo      |
| 27 | Germania (bandiera)    | C     | Ramona Petzelberger      |
| 28 | Stati Uniti (bandiera) | A     | Alexandra Kerr           |
| 30 | Italia (bandiera)      | P     | Giulia Ruma              |
| 33 | Slovenia (bandiera)    | C     | Zara Kramžar             |
| 36 | Italia (bandiera)      | P     | Valentina Soggiu         |
| 44 | Spagna (bandiera)      | D     | Berta Bou Salas          |
| 78 | Italia (bandiera)      | P     | Francesca De Bona        |

## Calciomercato

### Sessione estiva
| Acquisti | Acquisti                 | Acquisti           | Acquisti      |
| R.       | Nome                     | da                 | Modalità      |
| -------- | ------------------------ | ------------------ | ------------- |
| P        | Francesca De Bona        | Sassuolo           | prestito      |
| P        | Astrid Gilardi           | Inter              | [ 16 ]        |
| P        | Katja Schroffenegger     | Fiorentina         | [ 17 ]        |
| D        | Berta Bou Salas          | Levante Las Planas | [ 16 ]        |
| D        | Alia Guagni              | Milan              | [ 17 ]        |
| D        | Agnete Marcussen         | HB Køge            | [ 18 ]        |
| D        | Carlotta Masu            | Parma              | fine prestito |
| D        | Giorgia Spinelli         | Fiorentina         | [ 17 ]        |
| C        | Zara Kramžar             | Roma               | prestito      |
| C        | Nadine Nischler          | Meran              | [ 18 ]        |
| C        | Mina Schaathun Bergersen | Roma               | [ 16 ]        |
| A        | Sarina Bolden            | Newcastle Jets     | [ 19 ]        |
| A        | Dominika Čonč            | Levante Las Planas | [ 20 ]        |
| A        | Elisa del Estal          | Napoli             | [ 18 ]        |
| A        | Greta Di Luzio           | Parma              | fine prestito |

| Cessioni | Cessioni                 | Cessioni   | Cessioni      |
| R.       | Nome                     | a          | Modalità      |
| -------- | ------------------------ | ---------- | ------------- |
| P        | Maya Cachia              |            | svincolata    |
| P        | Astrid Gilardi           | Inter      | fine prestito |
| P        | Mária Korenčiová         | Freedom    | [ 21 ]        |
| D        | Danielle Cox             | Parma      |               |
| D        | Emma Lipman              | Genoa      | [ 22 ]        |
| D        | Matilde Lundorf          | Napoli     | [ 23 ]        |
| D        | Carlotta Masu            | Parma      |               |
| D        | Martina Zanoli           | Fiorentina | fine prestito |
| C        | Lucia Pastrenge          | Inter      | fine prestito |
| C        | Alice Regazzoli          | Inter      | fine prestito |
| C        | Mina Schaathun Bergersen | Roma       | fine prestito |
| A        | Greta Di Luzio           | Cesena     | [ 24 ]        |
| A        | Zsanett Kaján            | Fiorentina | fine prestito |
| A        | Melania Martinovic       | Napoli     | [ 25 ]        |
| A        | Margherita Monnecchi     | Fiorentina | fine prestito |
| A        | Oona Sevenius            | Milan      | fine prestito |

### Operazioni tra le sessioni
| Acquisti | Acquisti            | Acquisti      | Acquisti |
| R.       | Nome                | da            | Modalità |
| -------- | ------------------- | ------------- | -------- |
| D        | Tuva Sagen          | Øhil          | [ 26 ]   |
| C        | Ramona Petzelberger | Tottenham     | [ 27 ]   |
| A        | Alexandra Kerr      | Orlando Pride | [ 28 ]   |

| Cessioni | Cessioni | Cessioni | Cessioni |
| R.       | Nome     | a        | Modalità |
| -------- | -------- | -------- | -------- |

### Sessione invernale
| Acquisti | Acquisti           | Acquisti       | Acquisti |
| R.       | Nome               | da             | Modalità |
| -------- | ------------------ | -------------- | -------- |
| P        | Roberta Aprile     | Juventus       | prestito |
| P        | Valentina Soggiu   | Roma           | prestito |
| D        | Lena Soleng Hansen | Stabæk         | prestito |
| A        | Adelina Engman     | Brommapojkarna | prestito |

| Cessioni | Cessioni          | Cessioni      | Cessioni      |
| R.       | Nome              | a             | Modalità      |
| -------- | ----------------- | ------------- | ------------- |
| P        | Francesca De Bona | Sassuolo      | fine prestito |
| D        | Chiara Bianchi    | Academy Pavia | prestito      |
| D        | Giorgia Spinelli  | Bologna       | prestito      |

## Risultati

### Serie A

#### Prima fase

##### Girone di andata
| Arbitro: | Cappai (Cagliari) |

|              |           |  |
| Nischler 18’ | Marcatori |  |

| Arbitro: | Frasyniak (Gallarate) |

|                                                        |           |                         |
| Caruso 16’ Bennison 19’ Bergamaschi 52’ Krumbiegel 81’ | Marcatori | 4’ Kramžar 36’ Nischler |

| Arbitro: | Tropiano (Bari) |

|               |           |                                   |
| Karlernäs 23’ | Marcatori | 35’, 45’ Viens 49’ (aut.) Gilardi |

| Arbitro: | Migliorini (Verona) |

|              |           |                               |
| Nischler 38’ | Marcatori | 6’ (aut.) Schaathun Bergersen |

| Arbitro: | Dorillo (Torino) |

|                                       |           |               |
| Severini 26’ Bonfantini 28’ Færge 40’ | Marcatori | 13’ del Estal |

| Arbitro: | Ubaldi (Roma 1) |

|  |           |               |
|  | Marcatori | 12’ Cambiaghi |

| Arbitro: | Iannello (Messina) |

|                      |           |                                      |
| Chmielinski 43’, 77’ | Marcatori | 29’ Nischler 64’, 68’, 80’ del Estal |

| Arbitro: | Vailati (Crema) |

|                |           |                                      |
| Le Bihan 90+4’ | Marcatori | 44’ (rig.) Karlernäs 77’ Škorvánková |

| Arbitro: | Rispoli (Locri) |

|                                |           |  |
| Nischler 1’, 43’ del Estal 41’ | Marcatori |  |

##### Girone di ritorno
| Arbitro: | Pacella (Roma 2) |

|  |           |          |
|  | Marcatori | 38’ Kerr |

| Arbitro: | Ancora (Roma 1) |

|         |           |                                                    |
| Kerr 7’ | Marcatori | 11’ Bonansea 31’ Girelli 45+2’ Caruso 73’ Schatzer |

| Arbitro: | Di Reda (Molfetta) |

|                               |           |               |
| Di Guglielmo 59’ Giacinti 67’ | Marcatori | 10’ Karlernäs |

| Arbitro: | Esposito (Napoli) |

|           |           |                                   |
| Baldi 60’ | Marcatori | 1’ Nischler 90+2’ (aut.) Tampieri |

| Arbitro: | Terribile (Bassano del Grappa) |

|               |           |  |
| Kerr 78’, 90’ | Marcatori |  |

| Arbitro: | Gemelli (Messina) |

|           |           |  |
| Polli 69’ | Marcatori |  |

| Arbitro: | Viapiana (Catanzaro) |

|  |           |                                   |
|  | Marcatori | 57’ Sabatino 83’, 88’ Chmielinski |

| Arbitro: | Canci (Carrara) |

|               |           |                           |
| Kramžar 90+3’ | Marcatori | 7’ Le Bihan 22’ Simonetti |

| Arbitro: | Gavini (Aprilia) |

|                                                  |           |                  |
| Slišković 49’ Banusic 52’ Jelčić 80’ Moretti 83’ | Marcatori | 44’, 77’ Kramžar |

#### Poule salvezza

##### Girone di andata
| 1º marzo 2025 1ª giornata |  | – Turno di riposo |  |  |

| Arbitro: | Rinaldi (Bassano del Grappa) |

|                                         |           |  |
| Karlernäs 21’ Kramžar 43’ del Estal 76’ | Marcatori |  |

| Arbitro: | Totaro (Lecce) |

|  |           |                          |
|  | Marcatori | 42’ Picchi 75’ del Estal |

| Arbitro: | Gandino (Alessandria) |

|                           |           |                     |
| Nischler 36’ Bolden 90+3’ | Marcatori | 13’ Burbassi 56’ Re |

| Arbitro: | Cerbasi (Arezzo) |

|  |           |                      |
|  | Marcatori | 28’ Kramžar 64’ Kerr |

##### Girone di ritorno
| 12 aprile 2025 6ª giornata |  | – Turno di riposo |  |  |

| Arbitro: | Gauzolino (Torino) |

|                               |           |  |
| Clelland 2’, 29’ Gallazzi 36’ | Marcatori |  |

| Arbitro: | Colaninno (Nola) |

|  |           |                                            |
|  | Marcatori | 27’, 42’ (rig.), 49’ Le Bihan 76’ Piemonte |

| Genova 3 maggio 2025, ore 18:00 CEST 9ª giornata | Sampdoria           | 3 – 0 A tavolino referto referto 2 | Como | Stadio La Sciorba\| Arbitro: \| Di Mario (Ciampino) \| |
| Arbitro:                                         | Di Mario (Ciampino) |                                    |      |                                                        |

| Arbitro: | Viapiana (Catanzaro) |

|                                     |           |             |
| Karlernäs 11’ Kerr 35’ Nischler 73’ | Marcatori | 13’ Lundorf |

### Coppa Italia
| Arbitro: | Amadei (Terni) |

|                                                                    |           |                         |
| Colombo 4’, 43’ Kaján 15’, 51’, 65’ Baltrip-Reyes 83’ Visentin 87’ | Marcatori | 56’ Picchi 85’ Nischler |

## Statistiche

### Statistiche di squadra
| Competizione | Punti | In casa | In casa | In casa | In casa | In casa | In casa | In trasferta | In trasferta | In trasferta | In trasferta | In trasferta | In trasferta | Totale | Totale | Totale | Totale | Totale | Totale | DR  |
| Competizione | Punti | G       | V       | N       | P       | Gf      | Gs      | G            | V            | N            | P            | Gf           | Gs           | G      | V      | N      | P      | Gf     | Gs     | DR  |
| ------------ | ----- | ------- | ------- | ------- | ------- | ------- | ------- | ------------ | ------------ | ------------ | ------------ | ------------ | ------------ | ------ | ------ | ------ | ------ | ------ | ------ | --- |
| Serie A      | 35    | 13      | 5       | 2       | 6       | 18      | 21      | 13           | 6            | 0            | 7            | 19           | 24           | 26     | 11     | 2      | 13     | 37     | 45     | -8  |
| Coppa Italia | -     | 0       | 0       | 0       | 0       | 0       | 0       | 1            | 0            | 0            | 1            | 2            | 7            | 1      | 0      | 0      | 1      | 2      | 7      | -5  |
| Totale       | -     | 13      | 5       | 2       | 6       | 18      | 21      | 14           | 6            | 0            | 8            | 21           | 31           | 27     | 11     | 2      | 14     | 39     | 52     | -12 |

### Andamento in campionato
| Giornata  | 1 | 2 | 3 | 4 | 5 | 6 | 7 | 8 | 9 | 10 | 11 | 12 | 13 | 14 | 15 | 16 | 17 | 18 | 19 | 20 | 21 | 22 | 23 | 24 | 25 | 26 | 27 | 28 |
| --------- | - | - | - | - | - | - | - | - | - | -- | -- | -- | -- | -- | -- | -- | -- | -- | -- | -- | -- | -- | -- | -- | -- | -- | -- | -- |
| Luogo     | C | T | C | C | T | C | T | T | C | T  | C  | T  | T  | C  | T  | C  | C  | T  | R  | C  | T  | C  | T  | R  | T  | C  | T  | C  |
| Risultato | V | P | P | N | P | P | V | V | V | V  | P  | P  | V  | V  | P  | P  | P  | P  | -  | V  | V  | N  | V  | -  | P  | P  | P  | V  |
| Posizione | 1 | 4 | 5 | 5 | 7 | 7 | 6 | 6 | 5 | 5  | 5  | 5  | 5  | 5  | 5  | 5  | 6  | 6  | 7  | 7  | 6  | 6  | 6  | 6  | 7  | 7  | 7  | 7  |

Legenda:

Luogo: C = Casa; T = Trasferta. Risultato: V = Vittoria; N = Pareggio; P = Sconfitta.

### Statistiche delle giocatrici
| Giocatore              | Serie A  | Serie A | Serie A     | Serie A    | Coppa Italia | Coppa Italia | Coppa Italia | Coppa Italia | Totale   | Totale | Totale      | Totale     |
| Giocatore              | Presenze | Reti    | Ammonizioni | Espulsioni | Presenze     | Reti         | Ammonizioni  | Espulsioni   | Presenze | Reti   | Ammonizioni | Espulsioni |
| ---------------------- | -------- | ------- | ----------- | ---------- | ------------ | ------------ | ------------ | ------------ | -------- | ------ | ----------- | ---------- |
| R. Aprile              | 2        | -2      | 0           | 0          | -            | -            | -            | -            | 2        | -2     | 0           | 0          |
| C. Bianchi             | 0        | 0       | 0           | 0          | 1            | 0            | 0            | 0            | 1        | 0      | 0           | 0          |
| S. Bolden              | 9        | 1       | 0           | 0          | 1            | 0            | 0            | 0            | 10       | 1      | 0           | 0          |
| B. Bou Salas           | 16       | 0       | 5           | 0          | -            | -            | -            | -            | 16       | 0      | 5           | 0          |
| C. Cecotti             | 6        | 0       | 1           | 0          | 0            | 0            | 0            | 0            | 6        | 0      | 1           | 0          |
| A. Colombo             | 2        | 0       | 0           | 0          | -            | -            | -            | -            | 2        | 0      | 0           | 0          |
| D. Čonč                | 21       | 0       | 0           | 0          | 0            | 0            | 0            | 0            | 21       | 0      | 0           | 0          |
| G. D'Agostino          | 2        | 0       | 0           | 0          | -            | -            | -            | -            | 2        | 0      | 0           | 0          |
| F. De Bona             | 0        | 0       | 0           | 0          | 1            | -7           | 0            | 0            | 1        | -7     | 0           | 0          |
| E. del Estal           | 25       | 7       | 2           | 0          | -            | -            | -            | -            | 25       | 7      | 2           | 0          |
| A. Engman              | 9        | 0       | 0           | 0          | -            | -            | -            | -            | 9        | 0      | 0           | 0          |
| A. Gilardi             | 23       | -35     | 0           | 1          | -            | -            | -            | -            | 23       | -35    | 0           | 1          |
| A. Guagni              | 23       | 0       | 2           | 0          | -            | -            | -            | -            | 23       | 0      | 2           | 0          |
| A. Hilaj               | 2        | 0       | 0           | 0          | 1            | 0            | 0            | 0            | 3        | 0      | 0           | 0          |
| J. Karlernäs           | 26       | 5       | 2           | 0          | 1            | 0            | 0            | 0            | 27       | 5      | 2           | 0          |
| A. Kerr                | 22       | 6       | 0           | 0          | 0            | 0            | 0            | 0            | 22       | 6      | 0           | 0          |
| Z. Kramžar             | 19       | 6       | 2           | 0          | -            | -            | -            | -            | 19       | 6      | 2           | 0          |
| A. Liva                | 0        | 0       | 0           | 0          | 0            | 0            | 0            | 1            | 0        | 0      | 0           | 1          |
| C. Marchiori           | 0        | 0       | 0           | 0          | -            | -            | -            | -            | 0        | 0      | 0           | 0          |
| A. Marcussen           | 23       | 0       | 1           | 0          | 1            | 0            | 1            | 0            | 24       | 0      | 2           | 0          |
| N. Nischler            | 26       | 9       | 3           | 0          | 1            | 1            | 0            | 0            | 27       | 10     | 3           | 0          |
| R. Petzelberger        | 16       | 0       | 3           | 0          | 0            | 0            | 0            | 0            | 16       | 0      | 3           | 0          |
| M. Picchi              | 23       | 1       | 1           | 0          | 1            | 1            | 1            | 0            | 24       | 2      | 2           | 0          |
| G. Rizzon              | 25       | 0       | 4           | 0          | 1            | 0            | 0            | 0            | 26       | 0      | 4           | 0          |
| G. Ruma                | 1        | -1      | 0           | 0          | 0            | 0            | 0            | 0            | 1        | -1     | 0           | 0          |
| T. Sagen               | 8        | 0       | 1           | 0          | 1            | 0            | 0            | 0            | 9        | 0      | 1           | 0          |
| M. Schaathun Bergersen | 23       | 0       | 3           | 0          | 1            | 0            | 0            | 0            | 24       | 0      | 3           | 0          |
| K. Schroffenegger      | 1        | -1      | 0           | 0          | -            | -            | -            | -            | 1        | -1     | 0           | 0          |
| D. Škorvánková         | 10       | 1       | 0           | 0          | 1            | 0            | 0            | 0            | 11       | 1      | 0           | 0          |
| V. Soggiu              | 1        | -3      | 0           | 0          | -            | -            | -            | -            | 1        | -3     | 0           | 0          |
| L. Soleng Hansen       | 5        | 0       | 0           | 0          | -            | -            | -            | -            | 5        | 0      | 0           | 0          |
| G. Spinelli            | 4        | 0       | 0           | 0          | 1            | 0            | 0            | 0            | 5        | 0      | 0           | 0          |
| L. Vaitukaitytė        | 25       | 0       | 4           | 0          | 1            | 0            | 0            | 0            | 26       | 0      | 4           | 0          |